# هگزارلین

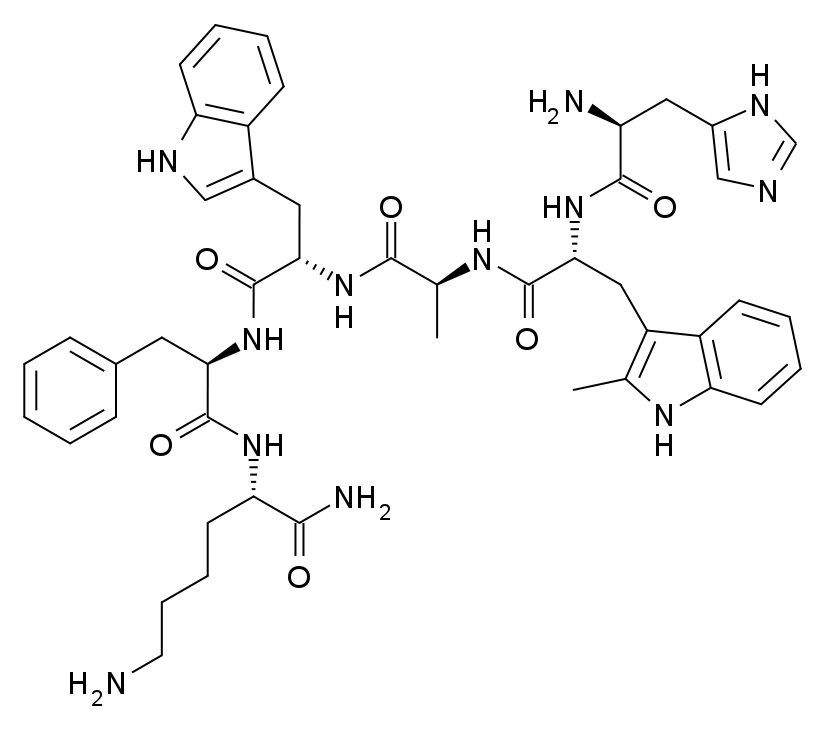
ساختار شیمیایی هگزارلین

هگزارلین (به انگلیسی: INN: Hexarelin) (یا با نام دیگر اگزامورلین Examorelin) یک هورمون پروتئینی-پپتایدی با ترکیبات الی اسید آمینه‌ای و پیوند پپتیدی و با قدرت اثربخشی بالا است که ساختار آمینو اسیدی آن به صورت هگزاپپتایدی با هشت زنجیره از مولکول‌های آمینو اسید بوده و توالی زنجیره آمینو اسید آن His-D-2-methyl-Trp-Ala-Trp-D-Phe-Lys-NH2 می‌باشد که در زیر شاخهٔ هورمون‌های ترشح کننده هورمون رشد قرار می‌گیرد و در سال ۲۰۰۹ توسط شرکت آمریکایی Biocell Pharma USA جهت درمان بیماری اختلال ترشح هورمون رشد مورد تحقیق و مطالعه قرار گرفت.

## مکانیزم اثر
فرایند عملکرد این هورمون پروتئینی با تحریک آگونیست‌های گیرنده هورمون آزاد کننده هورمون رشد انجام می‌شود، که با سیگنال دادن به غده هیپوفیز انسان دستور ترشح هورمون سوماتروپین را صادر می‌کند.
یافته‌های تحقیقات کلینکی شرکت دارویی-بیوتکنولوژی آمریکایی بایوسل فارما ,Biocell Pharma Inc نشان داده که مقدار سوماتروپین ترشح شده توسط غده هیپوفیز با تزریق ۱۰۰۰ میکروگرم (معادل ۱ میلیگرم) هگزارلین در یک انسان بالغ می‌تواند بین ۳۲۵۰ میکروگرم الی ۵۲۰۰ میکروگرم معادل ۱۰ الی ۱۶ واحد بین‌المللی .I.U سوماتروپین بوده است.
هگزارلین با تحریک گیرنده‌های آزاد کننده هورمون گرلین باعث ترشح هورمون گرلین (هورمون اشتها) و در نتیجه افزایش اشتها و افزایش سنتز پروتئین در سلول‌های عضلانی بدن می‌شود؛ هورمون هگزارلین هیچگونه شباهتی از لحاظ ساختاری با هورمون گرلین در انسان و سایر پستانداران ندارد.

## نتایج تحقیقات
در فاز دوم تحقیقات کارآزمایی بالینی بر روی انسان (Clinical trial Phase II) شرکت Biocell Pharma Inc, U.S.A در میان ۳۰۰ نفر داوطلب نتایج نشان داده است که هگزارلین سطح هورمون رشد را در پلاسمای خون به مقدار قابل ملاحظه‌ای (۱۲۵٪ الی ۲۲۰٪) بالا می‌برد و این افزایش رابطه مستقیم با دوز مصرفی دارد و مکانیزم اثر این دارو همانند pralmorelin (GHRP-2) and GHRP-6 می‌باشد با این تفاوت که سطح میزان ترشح هورمون رشد(سوماتروپین) و همچنین گرلین توسط هورمون هگزارلین در بدن بیشتر از GHRP6 و GHRP2 است و نیمه عمر بیشتری نسب به این دو دارو در بدن انسان دارد.
نیمه عمر هگزارلین در بدن یک انسان بالغ به طور تقریبی ۵۵ دقیقه بوده و بین پنج الی هفت روز در بدن انسان آبشارهای پروتئینی را فعال نگه می‌دارد.
یافته‌های تحقیقاتی نشان می‌دهد که هورمون هگزارلین هیچگونه تغییری در سطح گلوکوز(glucose)، هورمون لوتروفین(luteinizing hormone LH)، هورمون محرکه فولیکولی(follicle-stimulating hormone FSH)، انسولین(Insulin)، هورمون محرکه تیروئید(thyroid-stimulating hormone TSH) پلاسمای خون انسان و سایر پستانداران نمی‌دهد. هگزارلین در زنان به صورت خیلی کمی باعث ترشح هورمون کورتیزول و پرولاکتین می‌شود.

## درمان بیماری کمبود هورمون رشد در کودکان
هورمون هگزارلین برای درمان بیماری کمبود هورمون رشد در کودکان و همچنین درمان نارسایی احتقانی قلبی طراحی، تولید و مورد تحقیق قرار گرفت، در سال ۲۰۰۸ نتایج تحقیقات بر روی کودکان با بیماری کمبود هورمون رشد نشان داد که این دارو مشکل کمبود هورمون رشد را در بیماران به راحتی درمان می‌کند ولی اکثر کودکانی که از این بیماری رنج می‌برند میزان فعالیت فیزیکی خیلی پایین‌تری نسبت به سایر کودکان همسنشان دارند، از آنجایی که این هورمون باعث افزایش اشتها می‌شود و اکثر بیماران دچار کم‌تحرکی هستند اگر رژیم غذایی پر پروتئین و کم کربوهیدراتی را رعایت نکند دچار افزایش وزن می‌شود و از این رو این دارو کاندید خوبی برای درمان این بیماری شناخته نشد و تحقیقات بیشتر برای اخذ تاییدیه سازمان غذا و داروی آمریکا لغو گردید و روند تحقیقات به سمت داروهایی با افزایش اشتهای کمتر معطوف شد.

## درمان بیماری نارسایی احتقانی قلبی
نتایج تحقیقات برای استفاده هگزارلین در درمان بیماری نارسایی احتقانی قلبی نیز کاملاً رضایت بخش بودند و یافته نمایانگر آن بود که سلول‌های کاردیو قلب و بافت عضلانی نارسای جداره بطن چپ قلب افراد بیمار کاملاً بازسازی شدند ولی در تحقیقات این موضوع نیز کشف گردید که افراد بیمار به دلیل افزایش اشتها، عدم رعایت رژیم غذای مناسب و کم‌تحرکی دچار اضافهٔ وزن شدند که این موضوع خود به عنوان یک مانع در مسیر اخذ تاییدیه از سازمان غذا و دارو ایالات متحده پدیدار گشت.

## عوارض مصرف کوتاه مدت و بلند مدت هگزارلین
به طور کل در روند تحقیقات این دارو و آزمایش آن بر روی انسان و بیماران در فاز دوم تحقیقات کلینیکی و همچنین سایر پستاندارن در محیط آزمایشگاهی عوارضی که منجر به توقف کامل پروژه گردد دیده نشد عوارضی که در طول دورهٔ تحقیق و توسعه دیده شد شامل:
۱- ایجاد حساسیت و قرمز شدن پوست بعد از تزریق
۲-حمله‌های گرسنگی و پرخوری
۳-ایجاد خارش در محل تزریق
۴- افزایش متابولیسم بدن از طریق افزایش سطح پلاسمای سوماتروپین
۵-تعریق زیاد در کف دست‌ها در صورت استفاده از دوزهای بالا
۶-افت فشار خون در صورت خالی بودن معده و تزریق دارو هنگام صبح
۷-افزایش اشتها و ایجاد پورخوری، در صورت عدم استفاده از رژیم مناسب در طول استفاده بلند مدت ایجاد چاقی مفرط می‌نماید
۸-بهم ریختن سیکل خواب بیمار به دلیل ایجاد اشتها در صورت تزریق ۲ ساعت قبل از خواب

## رابطه با ترشح IGF-1 و IGFBP1
در بعضی از تحقیقات، یافته‌ها نشان داد که استفاده هگزارلین در انسان‌های بالغ باعث افزایش اندک ولی در عین حال از نظر آماری مقدار قابل ملاحظه‌ای از سطح هورمون IGF-1 و IGFBP1 insulin-like growth factor-binding protein 1 در پلاسمای خون انسان می‌شود، همچنین به مدت ۹ سال تحقیق شرکت آمریکایی Biocell Pharma در ایالت کالیفرنیا بر روی این دارو در میان ۳۰۰ نفر داوطلب عوارض خواصی و غیرمعمولی مشاهده و تا سالهای بعد از آزمایش گزارش نشد و آن دسته از افرادی که رژیم غذایی غنی از پروتئین را رعایت کرده بودند دچار هیچگونه افزایش درصد چربی بدن نشده بودند.

## موارد دوپینگ و استفاده در ورزش
در سال‌های اخیر این هورمون پپتایدی به علت پتانسیل بالا که در مکانیزم اثر خود به عنوان فاکتور ترشح کننده قوی هورمون سوماتروپین، افزایش اشتها، جذب و سنتز بسیار بالای پروتئین و اسیدهای آمینه، عدم شناسایی این فاکتور در تست‌های دوپینگ یک هفته بعد از استفاده؛ توانسته راه خود را در جوامع ورزشی به خصوص رشته‌های پرورش اندام و وزنه‌برداری باز کند و در ایالات متحده به عنوان یک دارو محبوب در میان ورزشکاران تبدیل شود و از آنجایی که این دارو به عنوان هورمونهای پروژه‌های تحقیقاتی در آمریکا قابل دسترس همگان هست به یکی از چندین پپتاید پرفروش بازارهای زیر زمینی داروهای دوپینگی بدل گردیده است.
و استفاده دوزهای روزانه ۳۰۰ میکروگرم الی ۱۰۰۰ میکروگرم در میان ورزشکاران مرسوم است.

## تحقیقات FDA دربارهٔ سوءمصرف توسط ورزشکاران
در ایالات متحده به دلیل سهولت دسترسی همگان و همچنین امکان خرید آنلاین این نوع داروها در قالب داروهای تحقیقاتی Research-Peptides در سال ۲۰۱۱ الی ۲۰۱۲ سازمان غذا و دارو ایالات متحده تحقیقات گسترده‌ای در خصوص استفاده پپتایدها در محافل گوناگون ورزشی آمریکا کرد و به این نتیجه رسید که استفاده فراگیر بعضی از هورمونهای پپتایدی-پروتئینی در ورزش پرورش اندام و ورزش‌های قدرتی در میان تمامی رده‌های آنها باعث کاهش فروش مکملهای ورزشی به میزان ۳۰٪ الی ۳۵٪ در اغلب کمپانی‌های مطرح مکمل‌های ورزشی آمریکایی شده بود و ورزشکاران ترجیح می‌دهند درصد قابل توجهی از بودجه خود را صرف خرید پپتایدها کنند و در آن سو نیز پلیس فدرال و FDA متوجه شدند که شرکت‌های تولید مکمل‌های ورزشی برای کاهش فروش و کم کردن محبوبیت پپتایدها در محافل ورزشی و افزایش فروش محصولاتشان به صورت غیر مستقیم و ناشناس اقدام به ایجاد کمپین‌های تبلیغاتی گسترده دروغین و خلاف واقعیت و غیر علمی و همچنین نشر اطلاعات غلط و شایعه پراکنی به هر نحو در محافل ورزشی علیه هورمون‌های پروتئینی-پپتایدی کرده‌اند، به گونه‌ای که شرکت‌های مکمل‌های ورزشی با استفاده از الفاظی چون سرطان زا بودن، خطر جهش‌های ژنتیکی، ناشناخته بودن عوراض، مبتلا شدن به تورمورهای بدخیم، کاهش عمر مفید انسان، خطر سکته مغزی و قلبی، از بین رفتن ارگان‌های حساس، فلج شدن، اقدام به ایجاد ترس در بین ورزشکاران کرده‌اند ؛ انتشار این گزارش باعث گردید چندین سازمان علمی از جمله پایگاه ملی مقالات ژنتیک آمریکا علیه شرکت‌های تولیدکننده مکمل‌های ورزشی شکایت‌های مختلفی در قالب اتهام‌های گوناگون به دادگاه فدرال ارائه کنند. از جمله ایجاد عمدی مشکلات و موانع در سیستم تحقیقاتی-دارویی آمریکا و همچنین ایجاد رعب و وحشت در بیمارانی که در فرایند تحقیقات با شرکت‌های دارویی همکاری کرده‌اند.
هنوز این پرونده‌های حقوقی در حال دادرسی هستند. یکی از هورمون‌های پپتایدی که هدف بیشترین حمله‌های این کمپین‌های تبلیغاتی غیر علمی و دروغین قرار گرفته بود هگزارلین است به گونه‌ای که FDA به تنهایی در ۶ ماه اول سال ۲۰۱۱ موفق به ردیابی هزاران صفحه مطلب دورغین و در شبکه‌های مجازی و فورم‌های مربوط به پرورش اندام شد.